# Plentywood
Plentywood è una città degli Stati Uniti d'America situata nel Montana, nella Contea di Sheridan, della quale è anche il capoluogo.